# Аль-Азиз Усман ибн Юсуф
Аль-Малик аль-Азиз бен Усман ибн Юсуф (араб. الملك العزيز عماد الدين أبو الفتح عثمان بن صلاح الدين يوسف‎; 1171, Каир — 29 ноября 1198) — второй сын Салах ад-Дина и второй султан Египта из династии Айюбидов, правивших в Египте.
Перед смертью, Салах ад-Дин разделил свои владения между его родственниками: аль-Афдаль получил Сирию, Палестину и Йемен, аль-Азиз получил титул султана Египта, аз-Захир получил Алеппо, аль-Адиль — Месопотамию.
Вскоре после восшествия на престол аль-Азизу пришлось столкнуться с восстанием эмиров — от зангидских эмиров Мосула до артукидских эмиров юга Ирака. Когда аль-Афдаль изгнал всех министров, оставленных ему в Сирии отцом, те пришли в Египет и просили аль-Азиза завоевать Сирию. Аль-Азиз осадил Дамаск. Тогда аль-Афдал обратился за помощью к брату Саладина, Аль-Адилю, который встретился с аль-Азизом и добился примирения. В следующем году аль-Азиз вновь атаковал Сирию, но аль-Афдалю удалось убедить некоторых эмиров армии аль-Азиза уйти в пустыню. Позже аль-Адиль союзе с аль-Азизом выступил против аль-Афдаля, который был осаждён и захвачен в Дамаске 3 июля 1196 года. Аль-Афдаль был сослан в Сальхад, в то время как аль-Азиз был провозглашён верховным повелителем империи Айюбидов. Тем не менее, наибольший объём власти оставался в руках аль-Адиля, который остался в Дамаске.
Во время своего правления аль-Азиз пытался снести некрополь Гизы, но был вынужден отказаться от этой идеи из-за слишком масштабных расходов на это. Тем не менее, из-за приказов султана пострадала Пирамида Микерина. Аль-Азиз также сыграл важную роль в строительстве в Баниясе и Субайбе.
Он умер на охоте в конце 1198 года и был похоронен в гробнице своего старшего брата аль-Муаззама